# Диоскорея супротивнолистная
Диоскорея супротивнолистная (лат. Dioscoréa oppositifolia) — вид цветковых растений рода Диоскорея семейства Диоскорейные. Английские общеупотребительные названия растения — Dioscorea batatas или Chinese potato (с англ.  — ямс китайский).

## Описание
Многолетнее растение, разрастается до 3 м (9 футов) в окружности и достигает до 1,5 м  (5 футов) в высоту.
Цветёт с сентября по октябрь, имеет однополые цветки (либо мужские, либо женские), поэтому для разведения нужно выращивать несколько растений с цветками разных полов. В пазухах листьев созревают некрупные шаровидные клубни, которые помогают размножению растения. 
Для диоскореи супротивнолистной подходят лёгкие (песчаные), средние (суглинистые) и тяжёлые (глинистые) хорошо дренированные почвы с обильным поливом. Подходящий рН почты: кислотный, нейтральный и основной щелочной. Растение предпочитает полутень. 
Ареал распространения — Азия.

## Применение

### В медицине
Растения используется в традиционной китайской медицине при лечении заболеваний селезёнки, лёгких и почек. Оно используется при хронической диарее, сухом кашле, частом мочеиспускании, ночном недержании мочи, эректильной дисфункции, бесплодии и сперматорее.

### В гастрономии
В Японии диоскорея супротивнолистная известна как Nagaimo и широко используют в гастрономии. В японской кухне растение едят в сыром виде или с минимальным приготовлением: клубень ненадолго маринуют в смеси уксуса и воды, чтобы нейтрализовать раздражающие кристаллы оксалата.

### Другое
Растение привлекает своим цветением и его зачастую используют в качестве декоративного — выращивают как в помещениях, так и в открытом грунте.

## Таксономия
Диоскорея супротивнолистная была описана Карлом Линнеем и впервые опубликована в Species plantarum 2: 1033-1034 в 1753 году.

## Синонимы
Dioscorea batatas
Dioscorea opposita
Dioscorea opposita Thunb